# Stephen Fumio Hamao
Stephen Fumio Kardinal Hamao (jap. ステファノ 浜尾 文郎, Sutefano Hamao Fumio; * 9. März 1930 in Tokio, Japan; † 8. November 2007 ebenda) war Bischof von Yokohama und Kurienkardinal der römisch-katholischen Kirche.

## Leben
Stephen Fumio Hamao studierte Katholische Theologie und Philosophie in Tokio und Rom und empfing dort am 21. Dezember 1957 von Luigi Traglia das Sakrament der Priesterweihe. Nach seiner Rückkehr in die Heimat arbeitete er als erzbischöflicher Sekretär, Vizekanzler, Notar und Stellvertretender Offizial am Diözesangericht. Darüber hinaus versah er die Aufgaben eines Seelsorgers an der Dompfarrei und eines Sekretärs bei der bischöflichen Liturgiekommission.
Am 5. Februar 1970 ernannte ihn Papst Paul VI. zum Titularbischof von Oreto und zum  Weihbischof in Tokio. Die Bischofsweihe empfing er am 29. April desselben Jahres durch den Apostolischen Pro-Nuntius in Japan, Erzbischof Bruno Wüstenberg. Mitkonsekratoren waren Erzbischof Peter Seiichi Shirayanagi und Bischof Lucas Katsusaburo Arai.
Johannes Paul II. übertrug ihm am 30. Oktober 1979 die Leitung des Bistums Yokohama und ernannte ihn am 15. Juni 1998 zum Präsidenten des Päpstlichen Rates der Seelsorge für die Migranten und Menschen unterwegs.
Am 21. Oktober 2003 nahm ihn dieser als Kardinaldiakon mit der Titeldiakonie San Giovanni Bosco in via Tuscolana in das Kardinalskollegium auf.
Mit dem Tode Johannes Pauls II. im Jahre 2005 endete zunächst gemäß Kirchenrecht seine Leitungsposition in der römischen Kurie. Er war in dieser Zeit Teilnehmer am Konklave 2005, in dem Benedikt XVI. gewählt wurde.
Dieser bestätigte Hamao zunächst in seinem Amt als Präsident des Päpstlichen Rates der Seelsorge für Migranten und Reisende, nahm aber am 11. März 2006 Hamaos aus Altersgründen vorgebrachtes Rücktrittsgesuch von seinen Kurialämtern an.
Am 8. November 2007 verstarb Kardinal Hamao an den Folgen eines Bronchialkarzinoms.

## Mitgliedschaften
Hamao war Mitglied folgender Einrichtungen der Römischen Kurie:
- Kongregation für die Evangelisierung der Völker (seit 2003)[2]
- Kongregation für die Selig- und Heiligsprechungsprozesse (seit 2004)[3]
- Päpstlicher Rat Cor Unum (seit 2000[4], bestätigt 2003[2])
- Päpstlicher Rat für Gerechtigkeit und Frieden (seit 2003)[2]
- Päpstliches Komitee für die Eucharistischen Weltkongresse (seit 2002)[5]